# Partito Radicale
Partito Radicale (PR), "Radikala partiet", var ett socialliberalt och vänsterlibertarianskt parti i Italien, grundat den 11 december 1955 och upplöst den 1 januari 1989. Partiet såg sig som den starkaste oppositionen till det italienska politiska etablissemanget, som PR menade var korrupt och konservativt.

## Historik
Partiet bildades 1955 av en vänsterfalang av Italiens liberala parti som såg PR som en fortsättning av det historiska Partito Radicale Italiano (aktivt 1877–1925). Efter en ledarskapskris 1963 lämnade de flesta medlemmarna och gick med i endera Italienska socialistpartiet eller Italienska republikanska partiet. Marco Pannella från partiets vänsterlibertarianska flygel ledde det kvarvarande partiet.
Partiet ställde upp i nationella och europeiska val fram till 1988. Den 1 januari 1989 övergick partiet till att istället bli en transnationell politisk organisation vid namn Partito Radicale Transnazionale. Ur den organisationen skapades senare partiet Radicali Italiani. En av de drivande personerna bakom partierna var Emma Bonino.